# Emily Shilson
Emily King Shilson (ur. 12 stycznia 2001) – amerykańska zapaśniczka walcząca w stylu wolnym. Czwarta w Pucharze Świata w 2022. Mistrzyni igrzysk olimpijskich młodzieży w 2018. Pierwsza na MŚ U-23 w 2021 i juniorów w 2021 roku. 
Zawodniczka Mounds View High School z Arden Hills i Augsburg University z Minneapolis.